# 周夷王
周夷王（西元前10世紀—前878年），姬姓，名燮，西周第九代天子，周懿王之子。《史記》称他为夷王，西周青铜器铭文作𢕌王。
夏商周断代工程把夷王在位時期定為前885年至前878年，有人質疑它的準確性。《竹書紀年》稱夷王三年「烹齊哀公于鼎」。據白川靜的西周斷代銘器分類結果，夷王在位時間有9年以上。據周夷王時期的青銅器《太師虘簋》銘文「雉十又二年正月既望甲午」來看，在位至少有12年。

## 在位年數
現今流傳文獻記載的周夷王在位年數有3種說法：
- 在位8年（《今本竹書紀年》）
- 在位15年（《資治通鑑外紀》，《通志》同）
- 在位16年（《太平御覽》卷85引《帝王世紀》，《皇極經世》、《文獻通考》、《資治通鑑前編》均同）

近人依據文獻及出土文物銘文考定的周夷王在位年數：
- 前863年-前857年，在位7年（章鴻釗《中國古曆析疑》）
- 前893年-前879年，在位15年（黎東方《西周青銅器銘文之年代學資料》）
- 前888年-前872年，在位17年（趙光賢《武王克商與西周諸王年代考》）
- 前898年-前879年，在位20年（馬承源《西周金文和周曆的研究》）
- 前904年-前882年，在位23年（謝元震《西周年代論》）
- 前907年-前879年，在位29年（劉啟益《西周紀年銅器與武王至厲王的在位年數》）
- 前887年-前858年，在位30年（陳夢家《西周年代考》）
- 前908年-前878年，在位31年（丁驌《西周王年與殷世新說》）
- 前893年-前862年，在位32年（葉慈《周代年表》）
- 前893年-前860年，在位34年（周法高《西周年代新考——論金文月相與西周王年》）
- 前903年-前866年，在位38年（何幼琦《西周的年代問題》）
- 前917年-前879年，在位39年（白川靜《西周斷代與年曆譜》）
- 前924年-前879年，在位46年（董作賓《西周年曆譜》）
- 黃曆1804年--1819年/丁卯年-壬午年/西元前894年-前879年，在位16年（賴景寔《黃曆紀年》）

## 陵墓
《太平寰宇記》记载夷王墓在彭州九隴縣（今四川省彭州市天彭镇），《寰宇記》又说在蒙陽縣（今四川省彭州市蒙阳镇）西北二十里.